# Farrell (Pennsylvanie)
Pour les articles homonymes, voir Farrell.
Farrell est une ville du comté de Mercer en Pennsylvanie, aux États-Unis.
L'agglomération, fondée en 1900 à la suite du boom sidérurgique de la région, s'est appelée South Sharon jusqu'en 1912. Comptant alors 10 000 habitants, elle change son nom en Farrell, en l'honneur de James A. Farrell (en), alors président de la United States Steel Corporation